# Muhammad Khan Junejo

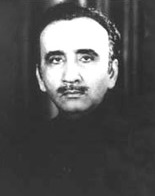
Muhammad Khan Junejo

Muhammad Khan Junejo (Urdu محمد خان جونیجو, Sindhi محمد خان جوڻيجو; * 18. August 1932; † 16. März 1993) war ein pakistanischer Politiker und Premierminister Pakistans von 1985 bis 1988.

## Leben
Junejo wurde in dem Ort Sindhri im Distrikt Tharparkar/Sindh, geboren. Er erwarb einen Abschluss in Landwirtschaft in Großbritannien. 1962 wurde er in das westpakistanische Provinzparlament gewählt und hielt ab 1963 mehrere Ministerposten in der dortigen Provinzregierung.
Nach der teilweisen Wiederherstellung der seit dem Militärputsch von 1977 ausgesetzten Verfassung und den Wahlen von 1985 wurde Junejo von Mohammed Zia-ul-Haq zum Premierminister Pakistans ernannt. Im November 1985 wurde der 8. Verfassungszusatz verabschiedet, durch den ein semi-präsidentielles Regierungssystem eingeführt wurde. Im Gegenzug wurde der Ausnahmezustand aufgehoben und einige Grundrechte wiederhergestellt. Junejo setzte sich unter anderem für die Unterzeichnung des Genfer Abkommens (April 1988) zur Beendigung des Afghanistankriegs ein. Im Mai 1988 wurde er von Zia unter Berufung auf dessen Sondervollmachten nach dem 8. Verfassungszusatz entlassen, gleichzeitig wurden die Provinzregierungen und -parlamente aufgelöst. Zias Diktatur endete wenige Monate später durch seinen Tod bei einem Flugzeugabsturz.
1990 wurde Junejo in die Nationalversammlung gewählt. Er starb 1993 nach schwerer Krankheit.
| Vorgänger                                      | Amt                                    | Nachfolger                                       |
| ---------------------------------------------- | -------------------------------------- | ------------------------------------------------ |
| unbesetzt seit 1977, davor Zulfikar Ali Bhutto | Premierminister von Pakistan 1985–1988 | unbesetzt bis Dezember 1988, dann Benazir Bhutto |

| Personendaten    | Personendaten                                         |
| ---------------- | ----------------------------------------------------- |
| NAME             | Junejo, Muhammad Khan                                 |
| KURZBESCHREIBUNG | pakistanischer Politiker, Premierminister (1985–1988) |
| GEBURTSDATUM     | 18. August 1932                                       |
| GEBURTSORT       | Sindhri, Distrikt Tharparkar, Indien                  |
| STERBEDATUM      | 16. März 1993                                         |